# Leptotarsus (Longurio) chionoides
Leptotarsus (Longurio) chionoides is een tweevleugelige uit de familie langpootmuggen (Tipulidae). De soort komt voor in het Afrotropisch gebied.